# Morir de riure

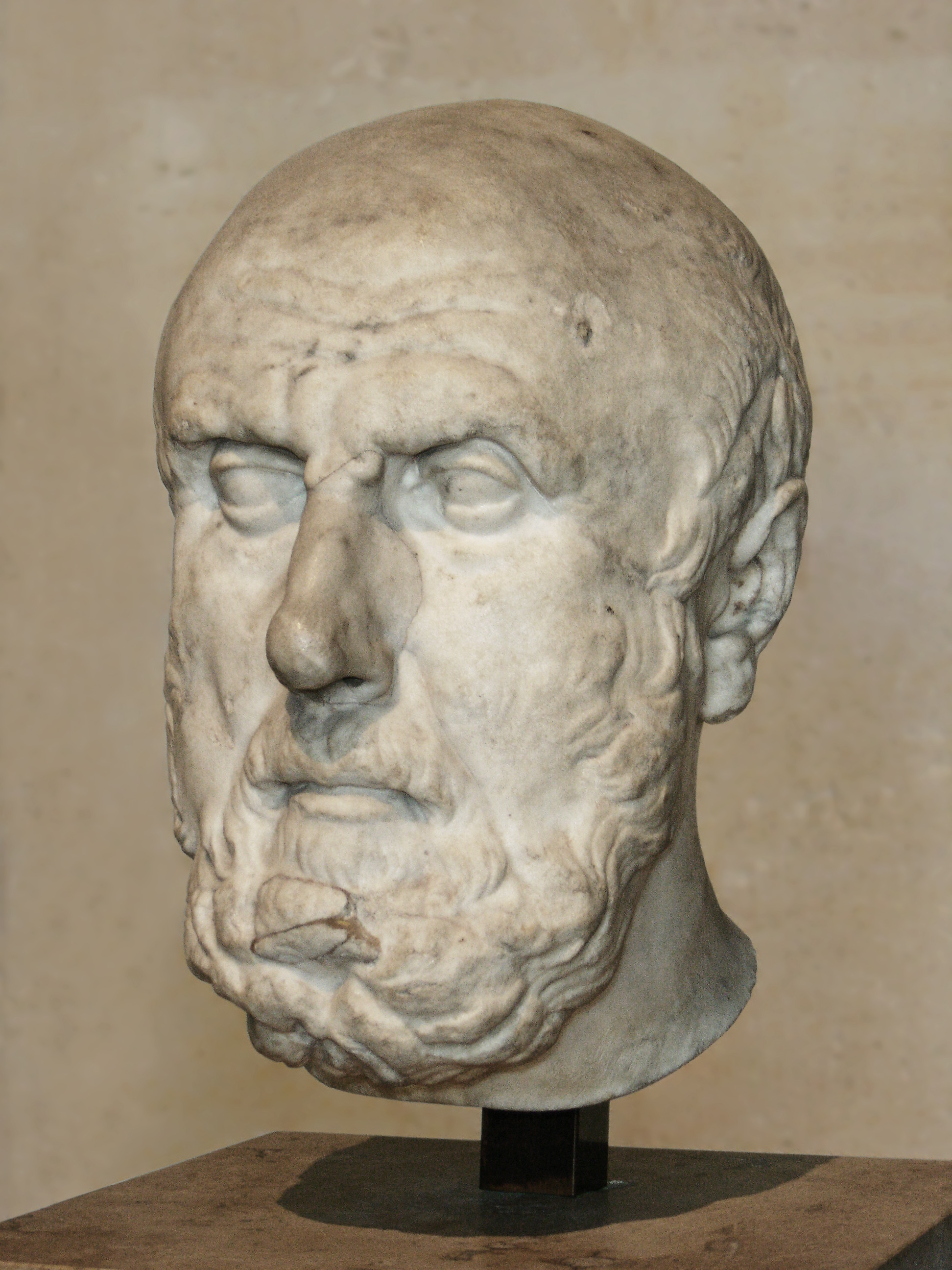
Crisip de Soli suposadament mort de riure, en veure que un ase se l'hi havia menjat les figues

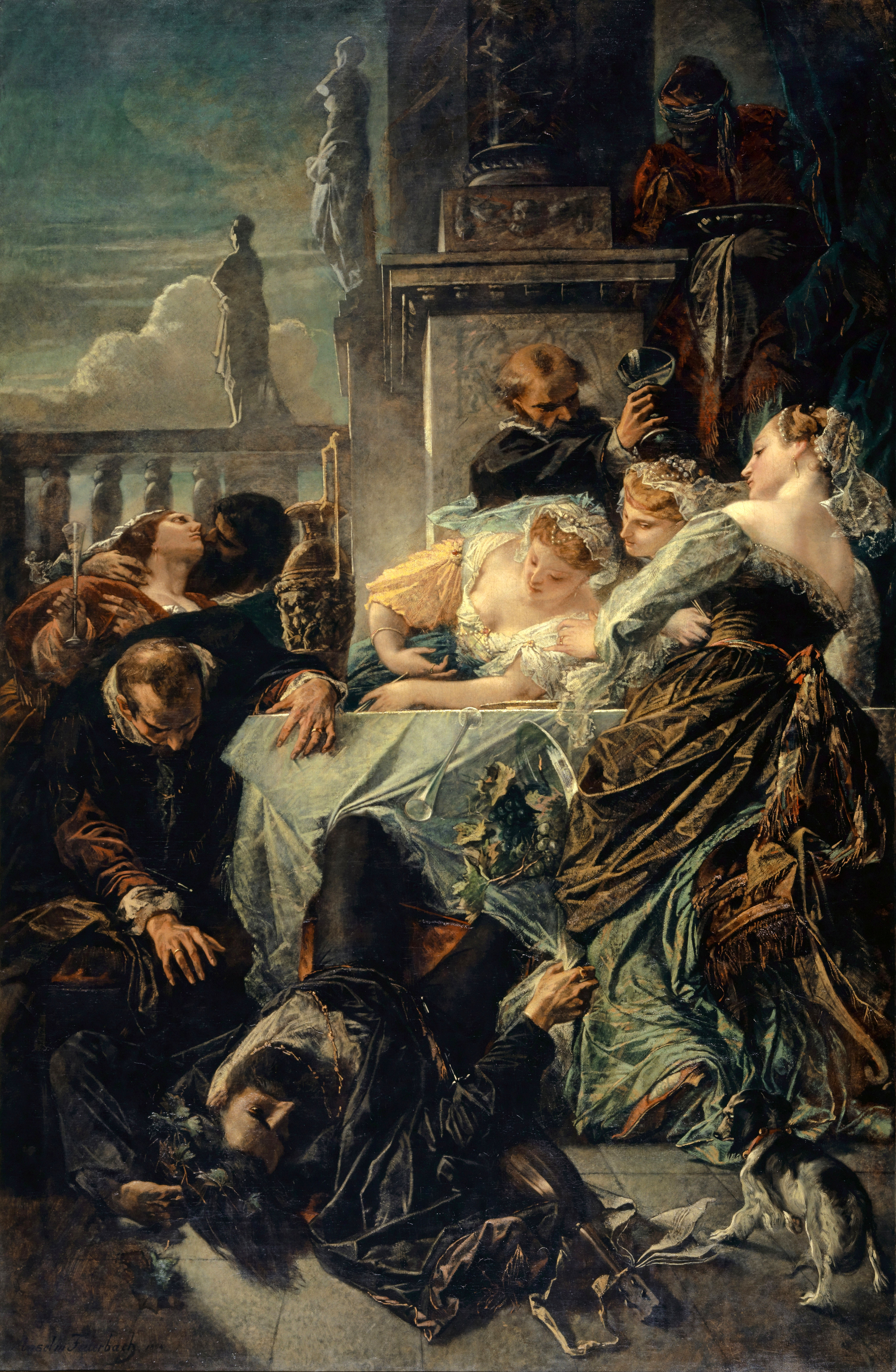
Der Tod des Dichters Pietro Aretino d'Anselm Feuerbach.

Morir de riure fa referència a un cas molt poc freqüent de defunció, generalment com a resultat d'una aturada cardiorespiratòria o asfíxia, provocada per un atac de riure. Els casos de mort de riure s'han anat registrant des de l'antiga Grècia fins a l'actualitat.

## Fisiopatologia
Morir de riure pot ser el resultat de diverses patologies que es desvien del riure benigne. L'infart de la protuberància anular i de la medul·la oblonga del cervell pot provocar riure patològic.
El riure pot provocar atonia i col·lapse ("síncope gelàstic"), que al seu torn pot provocar un trauma. La crisi gelàstica pot ser causa de lesions focals en l'hipotàlem. Segons la mida de la lesió, la labilitat emocional pot ser un signe d'una condició aguda, i no la causa en si mateixa de la mort. El síncope gelàstic també és associat amb el cerebel.

## Defuncions històriques atribuïdes al riure
Al segle iii aC, el filòsof grec estoïc Crisip de Soli va morir de riure després de donar a beure vi al seu ruc i veure com l'animal intentava alimentar-se d'uns ficus.
Martí l'Humà va morir a conseqüència d'una indigestió i un atac incontrolable de riure el 1410.
Pietro Aretino "es diu que va morir d'un fogot per riure massa" el 1556.
Segons algunes fonts, el rei de Birmània Nandabayin «va riure fins a morir quan un mercader italià que era de visita a Birmània li va explicar que Venècia era un estat lliure que no tenia rei» el 1599.
Es diu que en 1660, l'aristòcrata escocès Thomas Urquhart, erudit i primer traductor de Rabelais a l'anglès, va morir de riure en assabentar-se que Carles II d'Anglaterra i d'Escòcia havia pujat al tron.
El 21 d'octubre de 1893, el poeta i escriptor modernista cubà, Julián del Casal, va morir sobtadament quan en un sopar a casa del doctor Lucas de los Santos Lamadrid un dels comensals va explicar un acudit que li va provocar un fort atac de riure; l'atac de riure va estar acompanyat d'una hemorràgia i el mortal trencament d'un aneurisma.